# فیبروز ریه
فیبروز ریه (Pulmonary fibrosis) به معنی تشکیل بافت فیبروز در ریه است.
.

## تظاهرات بالینی
کوتاهی تنفس، سرفه مزمن، تنگی نفس، خستگی، بی اشتهایی و کاهش وزن، کاهش توان تأمین اکسیژن بدن، تغییرات کدورتی در عکس رادیوگرافی و تغییرات عملکرد در تست‌های ریوی. سی‌تی اسکن ریه با تفکیک بالا (high-resolution CT) به‌خوبی فیبروز را نشان می‌دهد. تشخیص قطعی با نمونه برداری (بیوپسی) ریه انجام می‌شود.

## علل
فیبروز ریوی ایدیوپاتیک Idiopathic Pulmonary Fibrosis(IPF) شایع‌ترین نوع فیبروز ریه را تشکیل می‌دهد.
پنومونیت ازدیاد حساسیتی، بیماری بافت بینابینی ریه (Interstitial lung disease)، بیماریهای روماتولوژی مانند لوپوس منتشر و روماتوئید آرتریت، سارکوئیدوز، نارسایی احتقانی قلب چپ ، عفونت ، مصرف دخانیات، داروها (مانند آمیودارون، نیتروفورانتوئین، متوتروکسات و بلئومایسین)، مواد رادیو اکتیو و رادیاسیون. فیبروز ریه غالباً افراد بالای ۴۰ سال را گرفتار می‌کند.
نارسایی قلب چپ و به دنبال آن ادم ریوی سبب خونریزی آلوئولی می‌شود که ماکروفاژها با بلعیدن RBCها و آزاد کردن فیبرینوژن سبب ایجاد فیبروز ریوی می‌شوند.
علائم بیماری فیبروز ریوی

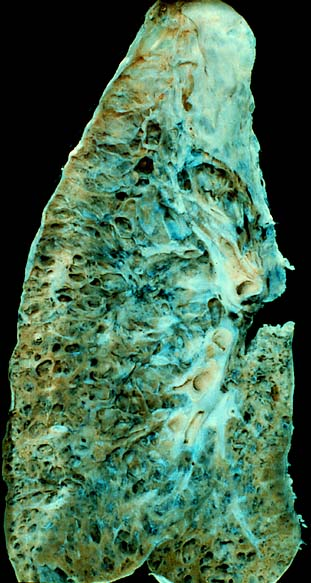
Lung with end-stage pulmonary fibrosis at autopsy

علائم و نشانه های بیماری فیبروز ریوی ممکن است شامل موارد زیر باشند :

– تنگی نفس

– سرفه خشک

– خستگی

– کاهش وزن بدون دلیل

– درد عضلات و مفاصل

– گرد شدن و چماقی شدن نوک انگشتان دست و پا

روند فیبروز ریوی و شدت علائم می تواند به طور قابل توجهی از فردی به فرد دیگر متفاوت باشد. در برخی از افراد بیماری خیلی زود شدید می شود.

در برخی دیگر علائم متوسطی وجود دارد که در طی ماه‌های یا سال ها با سرعت کمی بدتر می شود.
در بعضی از افراد ممکن است علائمی مانند تنگی نفس شدید سریعاً تشدید یابد که ممکن است چند روز تا چند هفته ادامه داشته باشد.

افرادی که دارای تشدید حاد هستند ممکن است مجبور به استفاده از دستگاه تنفسی باشند.

پزشکان همچنین ممکن است برای این بیماران آنتی بیوتیک ، داروهای کورتون دار یا سایر داروها را برای درمان تشدید حاد تجویز کنند.

## درمان
درمان هرچند زیاد مؤثر نیست داروهای ضدالتهاب، کورتونها و داروهای کاهش دهنده ایمنی (مانند آزاتیوپرین و سیکلوسپورین)؛ اکسیژن کمکی و نهایتاً پیوند ریه.